# Santa Teresa, Cocula
Santa Teresa är en ort i Mexiko.   Den ligger i kommunen Cocula och delstaten Jalisco, i den centrala delen av landet, 500 km väster om huvudstaden Mexico City. Santa Teresa ligger 1 425 meter över havet och antalet invånare är 705.
Terrängen runt Santa Teresa är kuperad söderut, men norrut är den platt. Runt Santa Teresa är det glesbefolkat, med 13 invånare per kvadratkilometer. Närmaste större samhälle är Cocula, 6,0 km nordväst om Santa Teresa. I omgivningarna runt Santa Teresa växer huvudsakligen savannskog.